# 奥古斯塔斯·乐甫
奥古斯塔斯·爱德华·霍夫·乐甫（1863年4月17日—1940年6月5日），皇家学会院士，英国力学家，因其在弹性力学的数学理论方面的工作而著名。

## 生平
他的工作还涉及波的传播，在《地球动力学的若干问题》（Some Problems of Geodynamics）中地球構造方面他建立了一种表面波的数学模型，后来被称作乐甫波，此项工作为他赢得了1911年的亚当斯奖。《地球动力学的若干问题》一书于1911年在劍橋大學出版社的帮助下出版，1967年美国多佛出版社再版，关于乐甫波的内容在书中第11章讨论。
乐甫对潮汐鎖定的理论也有贡献，他引入了称作乐甫数的参数，在当今广泛使用。这些参数也在关于由太阳和月球对地球的引力吸引导致的潮汐形变问题中用到。
乐甫曾在伍爾弗漢普頓文法学校上学，1881年赢得了去往剑桥大学圣约翰学院的奖学金。在那里起初他并没有决定好是学习古典文学还是数学，后来他进展的成功（他位列第二名）让他选择了数学。1886年他被选为圣约翰学院院士，1899年他被授予牛津大学的色德来自然哲学教授席位，并保持此教席直至1940年逝世。他还是牛津大学王后学院院士。
他编写了两卷本经典著作《弹性的数学理论教程》（A Treatise on the Mathematical Theory of Elasticity）。
他的其他奖励包括皇家学会1909年的皇家獎章和1937年的西尔维斯特奖章，以及倫敦數學學會1926年的德·摩根奖章。他在1895至1910年期间担任伦敦数学学会秘书，1912至1913年期间担任主席。